# Kasztanowiec czerwony
Kasztanowiec czerwony (Aesculus × carnea) – mieszaniec dwóch gatunków kasztanowca: europejskiego Aesculus hippocastanum i pochodzącego z Ameryki kasztanowca krwistego Aesculus pavia. Powstał przypadkowo w Niemczech na początku XIX wieku.

## Morfologia
Od swego europejskiego rodzica różni się mniejszymi rozmiarami, liśćmi nieco skórzastymi, czerwoną barwą kwiatów, mniejszymi rozmiarami owoców prawie pozbawionymi kolców. Kwitnie też później od kasztanowca zwyczajnego i jest wrażliwszy na mróz. Owoce są prawie bez kolców, ale zawiązują się bardzo rzadko. Jesienią przed opadnięciem liście są wyblakłozielone lub zbrązowiałe. Jest bardziej odporny na szrotówka kasztanowcowiaczka.
KwiatyKarminowe we wzniesionych wiechach.
LiścieMniejsze, ciemniejsze i sztywniejsze od liści kasztanowca zwyczajnego. Pojedynczy listek osiąga 8–15 cm długości i jest eliptyczny.
OwoceGładkie lub słabo kolczaste.

## Zastosowanie
Jest uprawiany jako roślina ozdobna. Mimo że jest mieszańcem, udaje się go wyhodować przez wysiew nasion. Nadaje się do parków, alei i dużych ogrodów. Do obfitego kwitnienia wymaga słonecznego miejsca, głębokiej i żyznej gleby. Uprawiane jest kilka kultywarów, np. ‘Brioti’ o ciemnoczerwonych kwiatach.

## Galeria

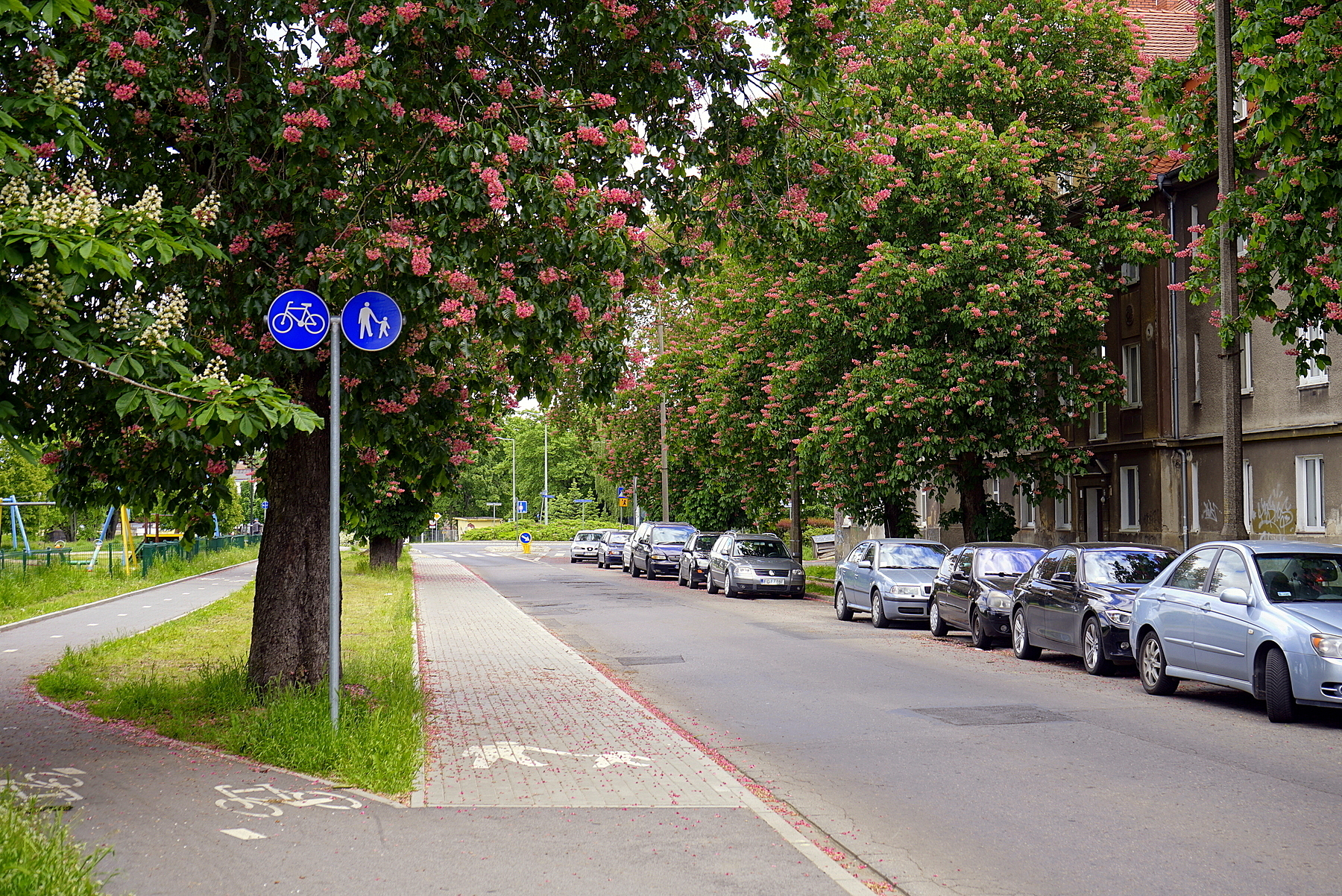
Zastosowanie jako obsadzenie ulicy
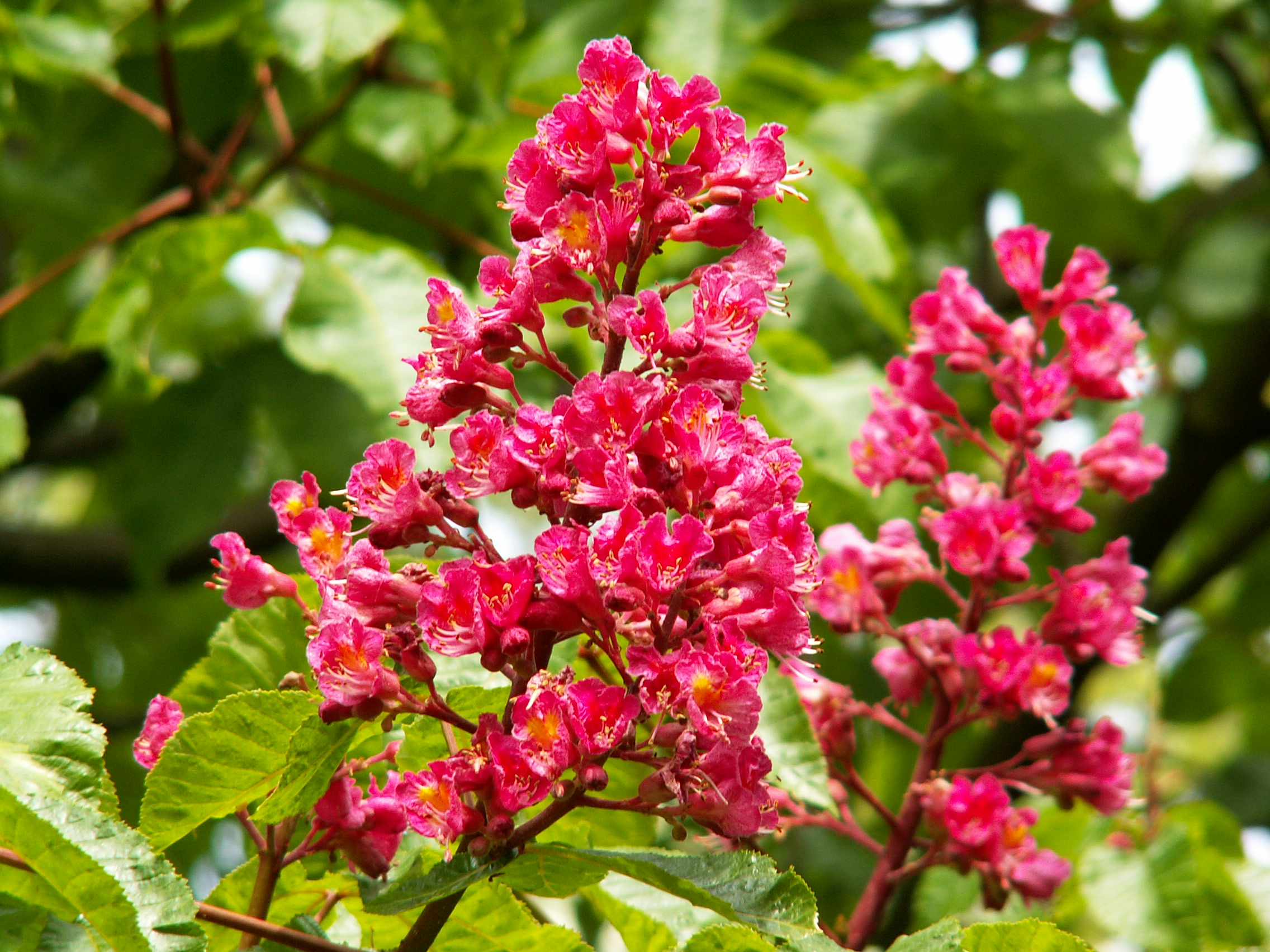
Kwiaty
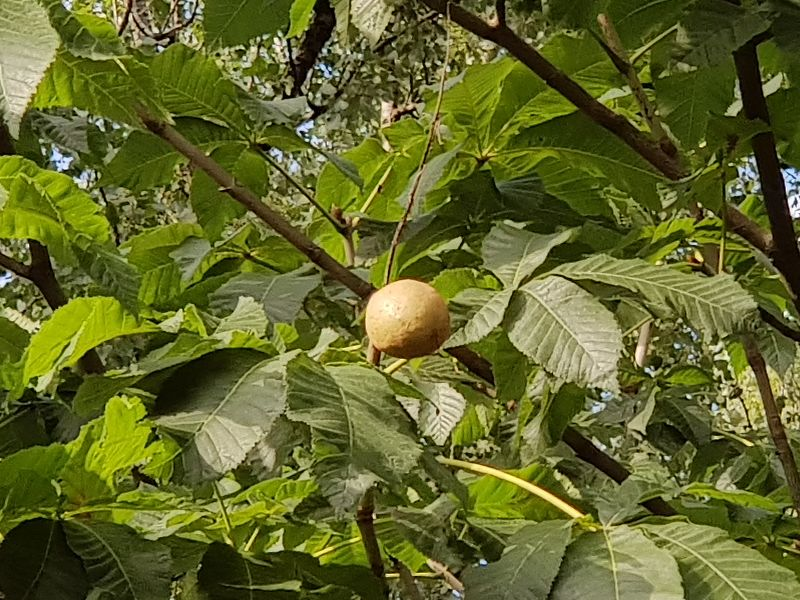
Owoc dojrzewający na gałęzi